# プリムスの車種一覧
プリムスの車種一覧（プリムスのしゃしゅいちらん）では、プリムスが過去に販売していた乗用車及び商用車、コンセプトカーについて記述する。

## トラック

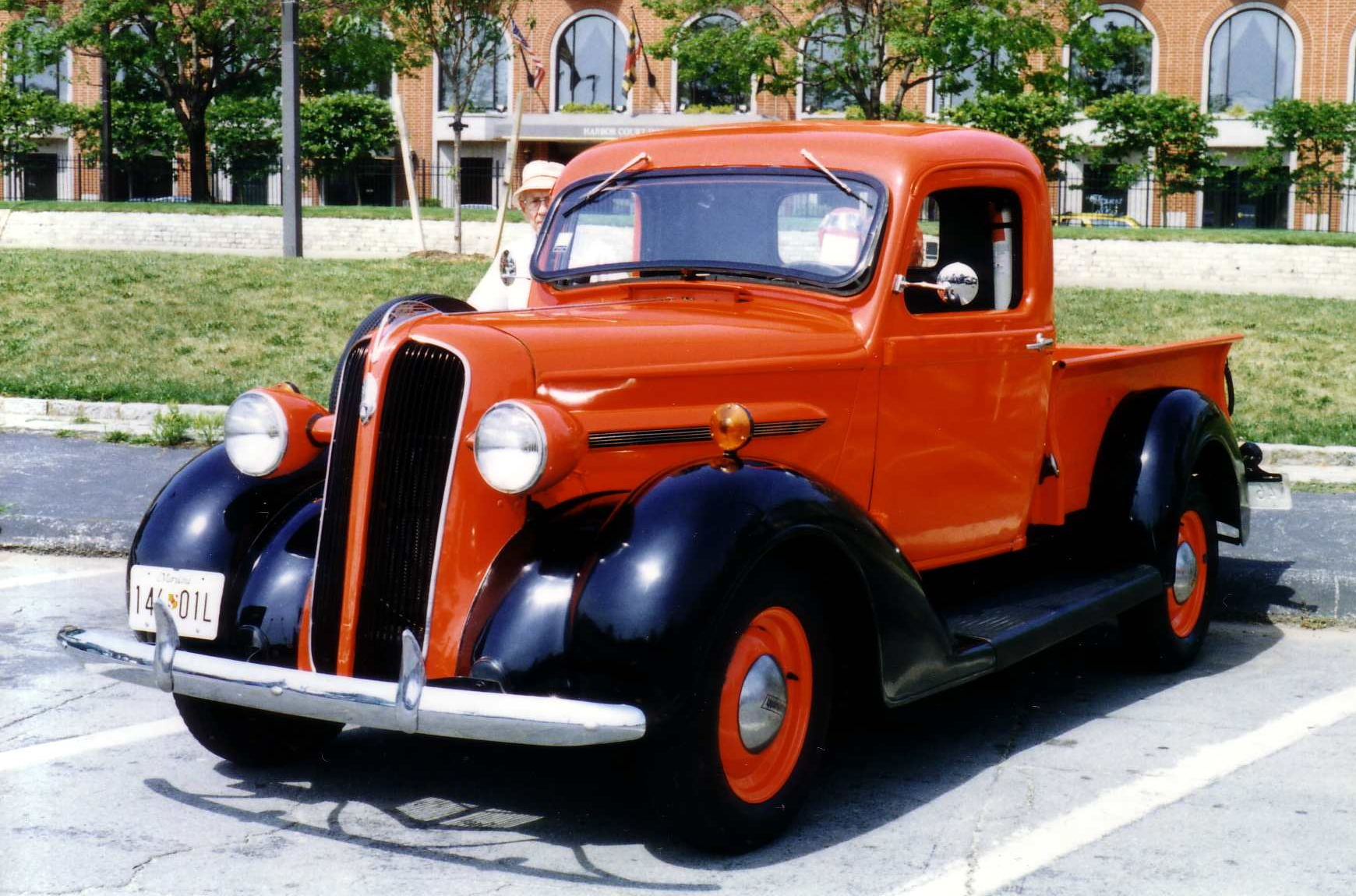
プリムス・PT-50 ピックアップトラック

- PV-セダン デリバリー
- PT-50
- PT-57
- PT-81
- PT-105
- PT-125
- P-14-S

## コンセプトカー

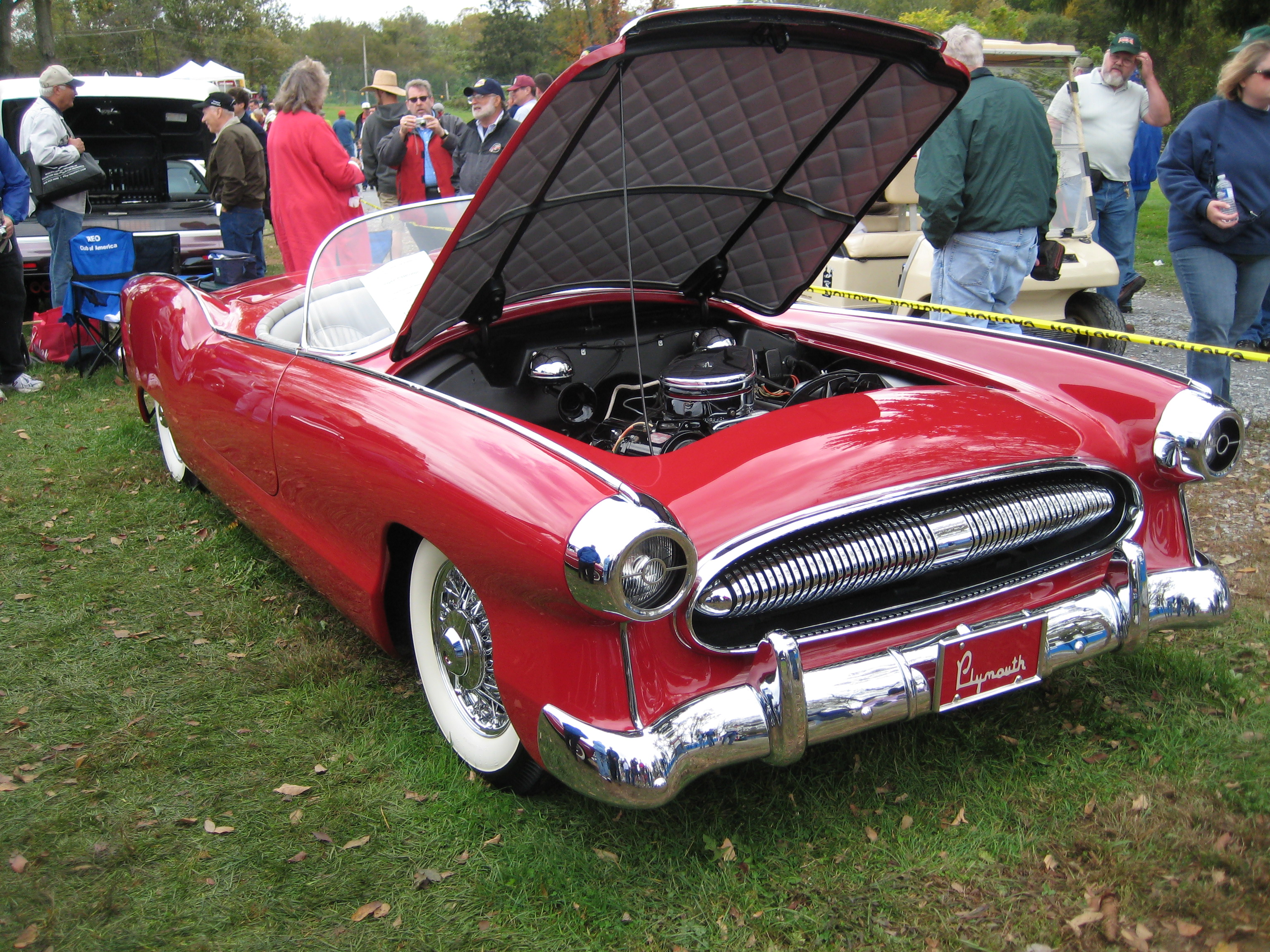
XX-500（1950年）
- ベルモント（英語版）（1954年）
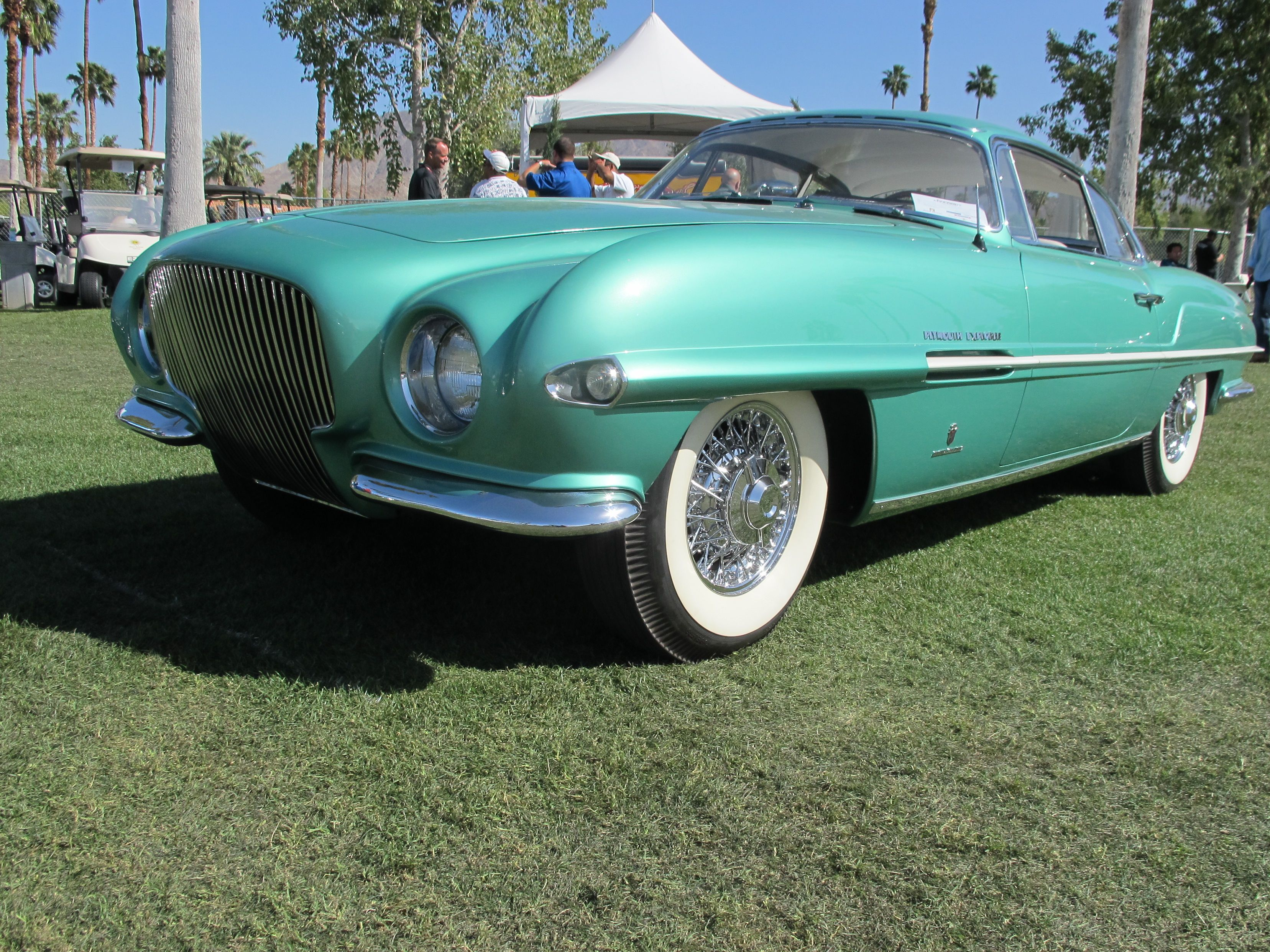
エクスプローラー（1954年）
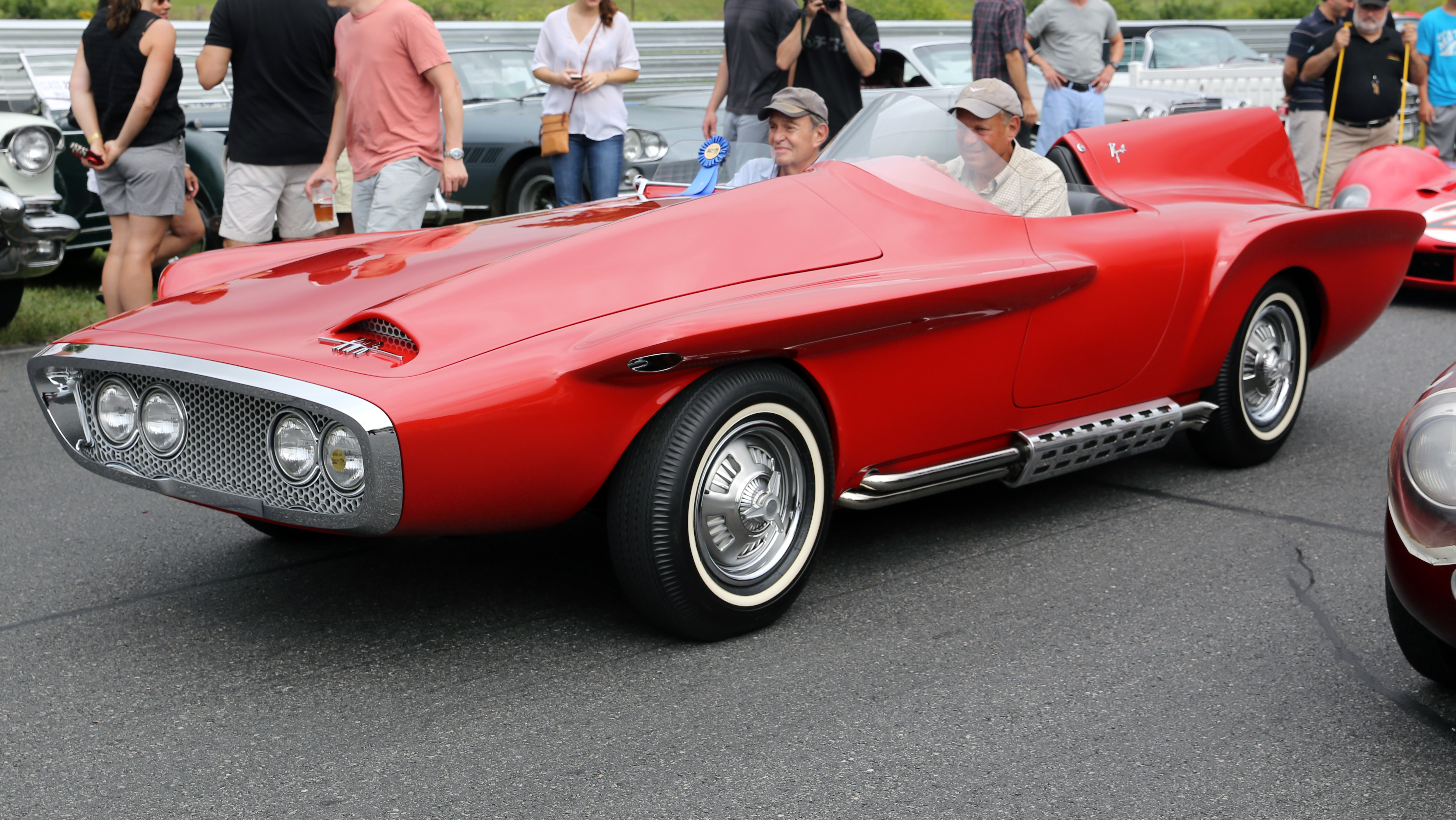
プレーンズマン（1956年）
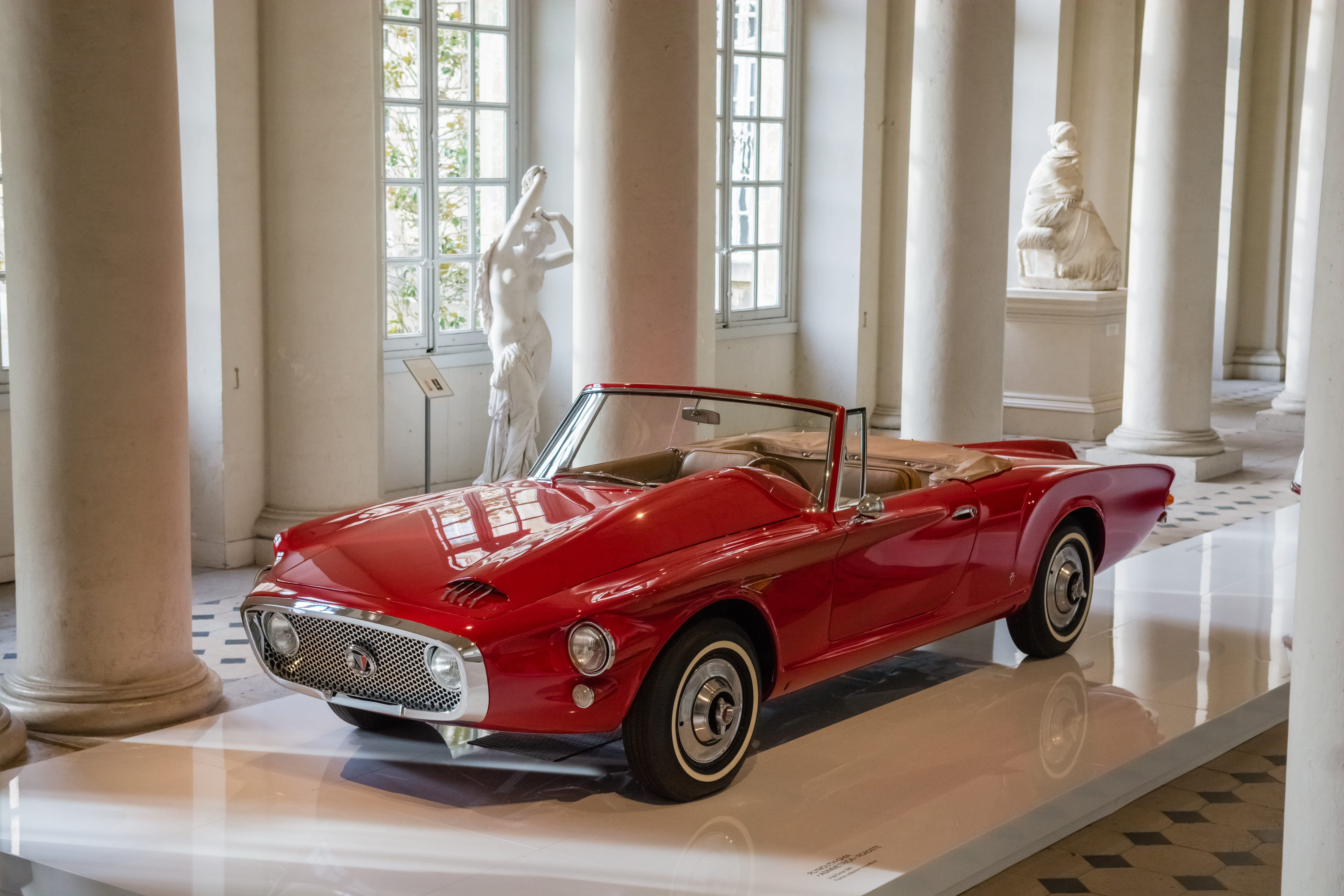
カバナ（英語版）（1958年）
- XNR（1960年）
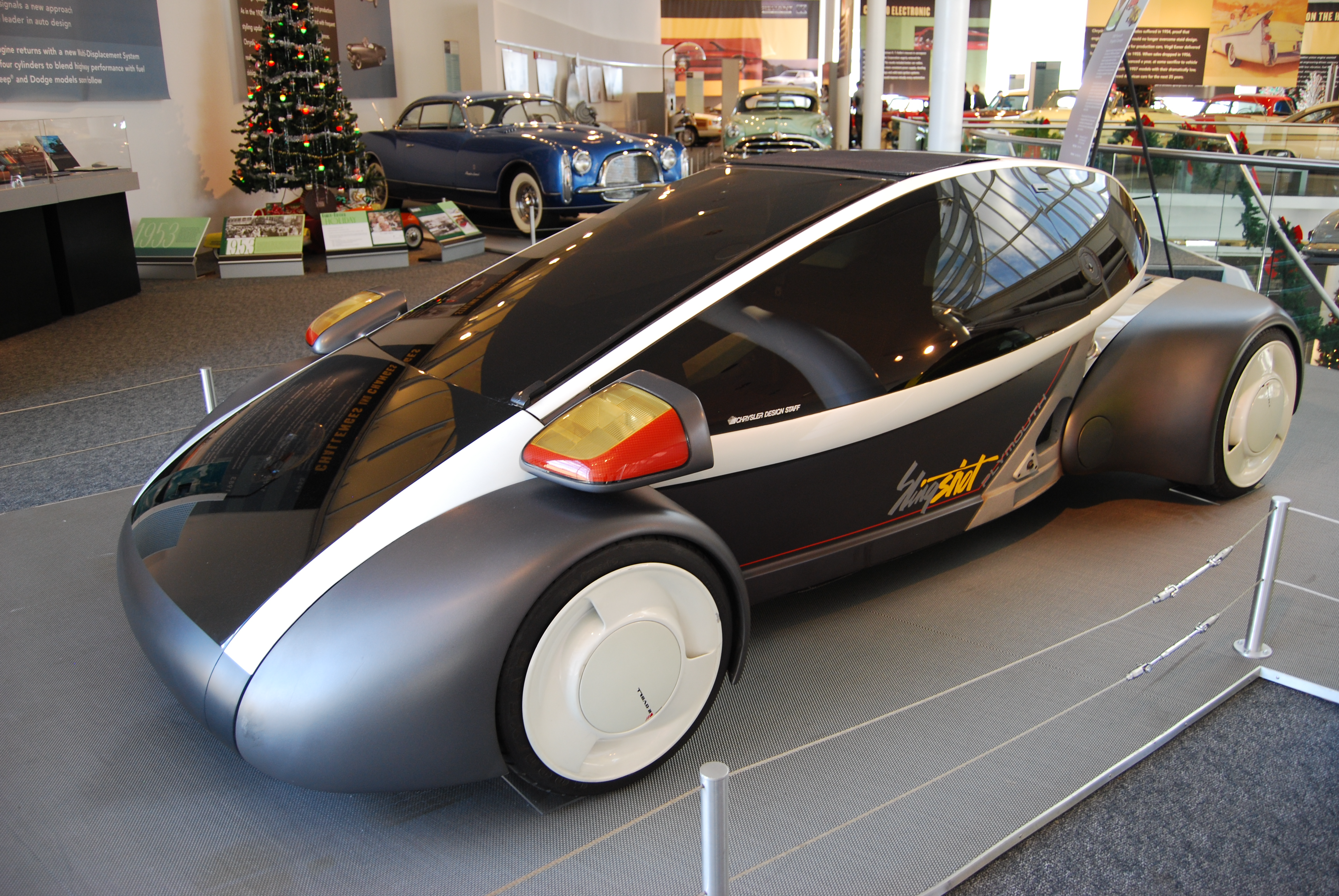
アシンメトリカ（1961年）
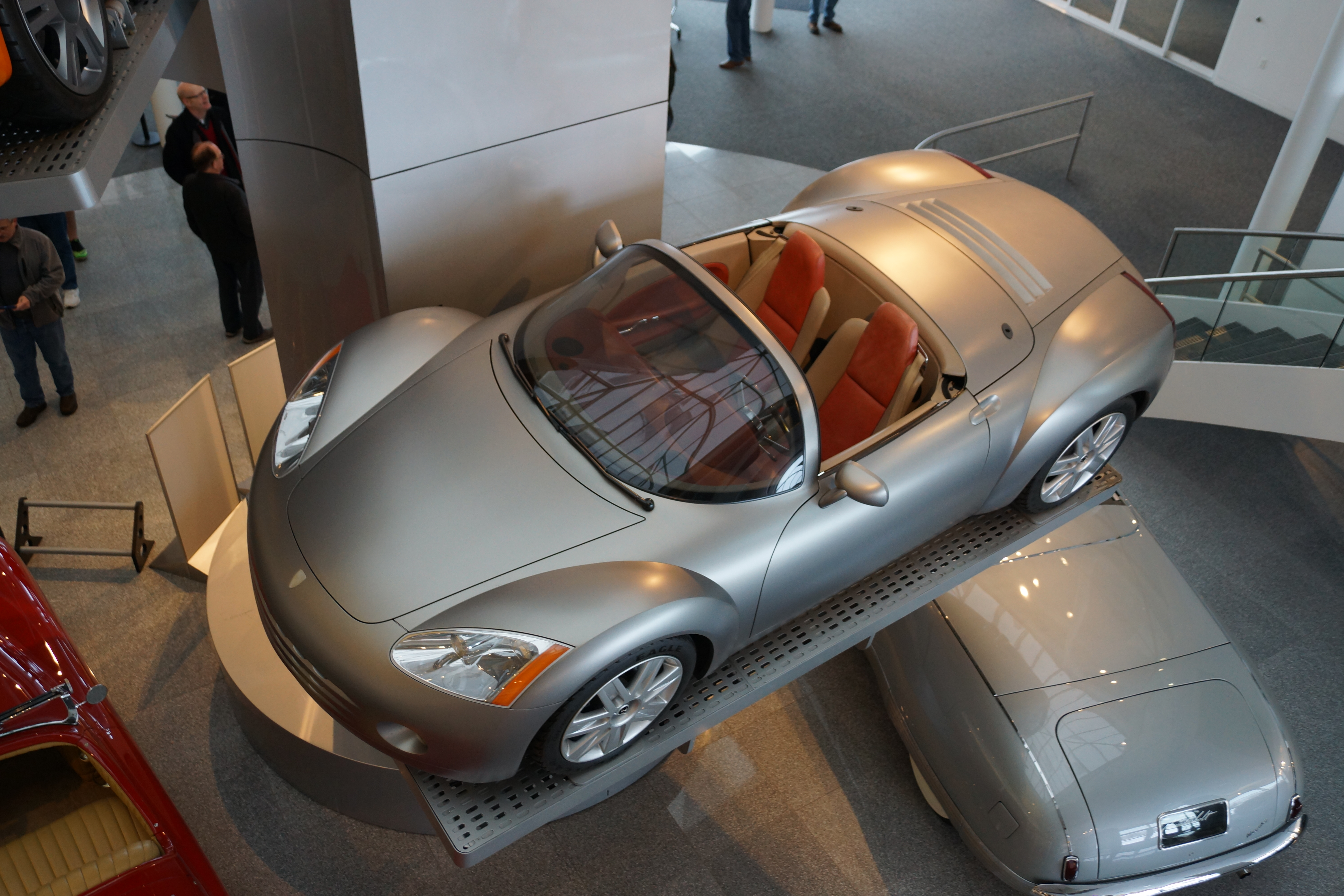
ヴァリアント St. Regis（1962年）
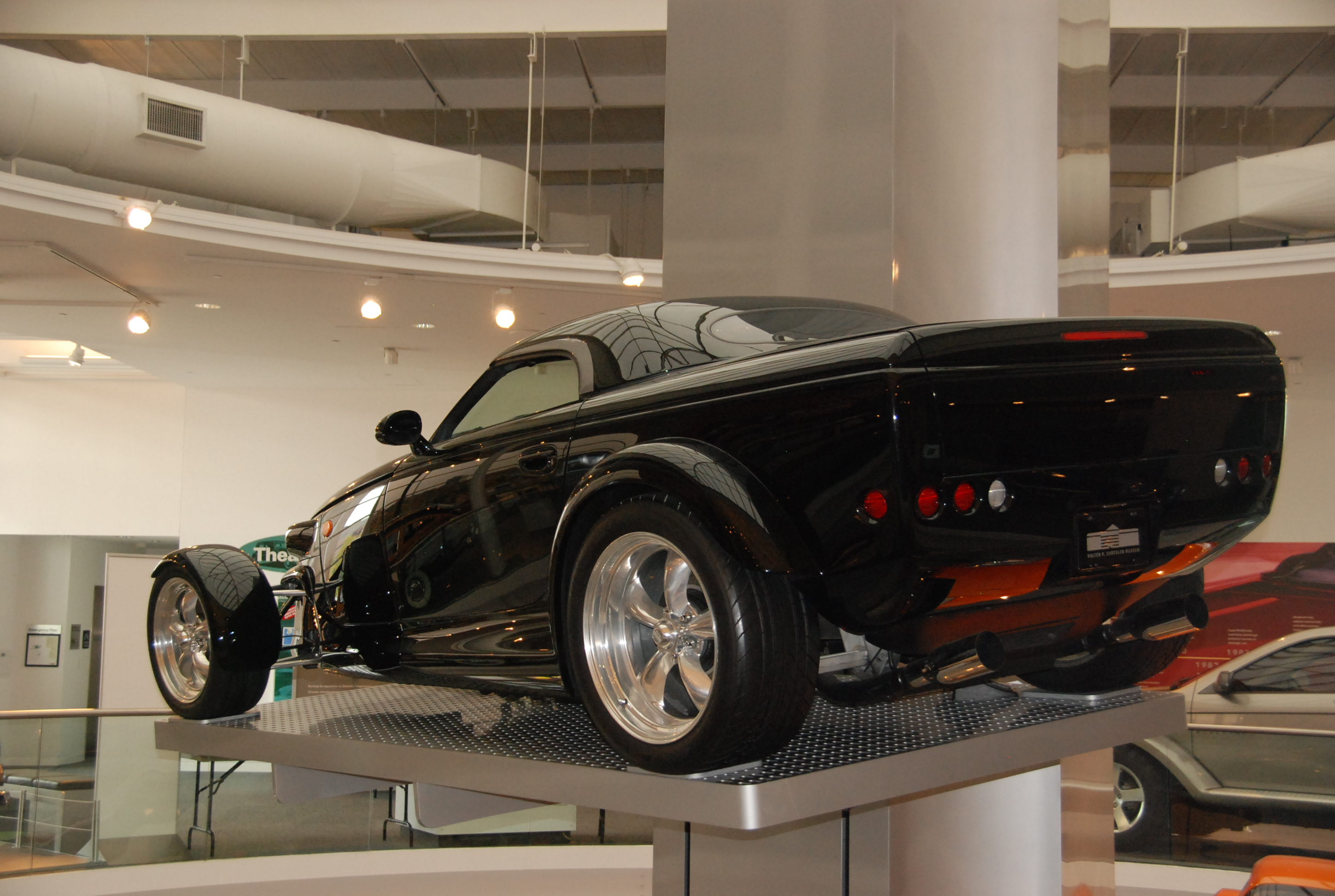
サテライトII（1964年）
- ロードランナー コンセプト（1964年）
- VIP（1965年）
- バラクーダ フォーミュラSX（1966年）
- ダスター 340 ショーカー（英語版）（1970年）
- グランフューリー ブロアム ハードトップセダン プロトタイプ（1975年）
- ボイジャーII（1986年）
- スリングショット（英語版）（1988年）
- スピードスター（1989年）
- ボイジャーIII（英語版）（1989年）
- X2S（英語版）（1989年）
- ブリーズ コンセプト（1990年）
- プロウラー コンセプト（1993年）
- エクスプレッソ（英語版）（1994年）
- バックパック（1995年）
- プロント（英語版）（1997年）
- プロントスパイダー（1998年）
- ボイジャーXG コンセプト（1998年）
- ハウラー（英語版）（1999年）

- ベルモント
（1954年）
- エクスプローラー
（1954年）
- XNR
（1960年）
- アシンメトリカ
（1961年）
- スリングショット
（1988年）
- プロントスパイダー
（1998年）
- ハウラー
（1999年）